# Mike Paterson
Michael Stewart „Mike“ Paterson (* 1942) ist ein britischer Informatiker.
Paterson studierte an der Universität Cambridge, wo er 1967 bei David Park promoviert wurde (Equivalence problems in a model of computation). Als Post-Doktorand war er am Massachusetts Institute of Technology und ab 1971 war er an der University of Warwick, wo er Professor für Informatik war und bis 2007 das Centre for Discrete Mathematics and its Applications leitete.
Er befasst sich insbesondere mit Design und Analyse von Algorithmen und Komplexitätstheorie.
Zu seinen Doktoranden zählt Leslie Valiant. 2001 wurde er Präsident der European Association for Theoretical Computer Science (EATCS).  2006 erhielt er den EATCS-Award. 2001 erhielt er für Arbeiten über Verteiltes Rechnen mit Michael J. Fischer und Nancy Lynch den Dijkstra-Preis. Seit 1991 ist er Mitglied der Academia Europaea. 2001 wurde er Fellow der Royal Society.
2011 war er einer der Empfänger des David P. Robbins Prize für eine Arbeit, die das Problem der Anzahl übereinandergestapelter Bausteine mit Überhang behandelte.
Mit William Thurston und anderen ist er Ko-Autor eines Buches über automatische Gruppen.
Er ist ein begeisterter Bergsteiger.

## Schriften
- als Herausgeber: Boolean Function Complexity, London Mathematical Society Lecture Note Series, Cambridge University Press 1992 (Symposium Durham 1990)
- als Herausgeber: Automata, languages and programming (17th International Colloquium, Warwick University, England, Juli 1990), Springer Verlag, Lecture Notes in Computer Science 443, 1990
- als Herausgeber: Algorithms - ESA 2000, Springer Verlag, Lecture Notes in Computer Science 1879, 2000 (Annual European Symposium on Algorithms 8, Saarbrücken 2000)
- Herausgeber mit Bo Chen, Guochuan Zhang: Combinatorics, algorithms, probabilistic and experimental methodologies: first international symposium, ESCAPE 2007, Hangzhou, China, April 2007, Springer Verlag 2007
- mit David B. Epstein, James W. Cannon, Derek F. Holt, Silvio Levy, William Thurston Word processing in groups, Jones and Bartlett, Boston 1992